# 深溝
深溝，舊稱深溝仔，是台灣宜蘭縣員山鄉的一個傳統地域名稱，位於該鄉東南部。相較於今日行政區，其範圍大致包括深溝村北部、蓁巷村北部、中華村最東端。

## 歷史
台灣清治末期，深溝地區為一街庄，稱為「深溝庄」，隸屬於員山堡。該庄東北與吧荖鬱庄為鄰，東邊一小段與溪洲庄為鄰，南與洲仔庄為鄰，西南邊為紅柴林庄、蕃界，西北邊及北邊為三鬮庄。
1901年（日治明治三十四年）11月，廢縣廳改設二十廳，該庄隸屬於宜蘭廳，編入第七區。1905年（明治三十八年）7月，第七區改名「外員山區」。1909年（明治四十二年）10月，合併二十廳為十二廳，該庄仍隸屬於宜蘭廳。1920年（大正九年），廢十二廳改設五州二廳，該庄改制為「深溝」大字，隸屬於臺北州宜蘭郡員山庄。
戰後員山庄改制為員山鄉，隸屬於臺北縣，大字改制為村。1950年10月，北、基、宜分治，員山鄉改隸屬於宜蘭縣。

## 聚落
本地區發展較早的聚落有下深溝、深溝、上深溝、蚊仔煙埔等，在日治期初期的官方地圖上已有記載。

## 交通
省道台7線（員山路三段、員山路二段～一段）俗稱「北部橫貫公路」，是桃園大溪至宜蘭壯圍的幹道，大致先以西北西—東南東走向經過深溝地區西南端邊界地帶，再以西南—東北走向蜿蜒經過本地區。由該道路在本地區的西段西側向西北西轉西南可前往大同、復興、大溪等地；由該道路在本地區的東段東側向東北可前往宜蘭、壯圍公館並止於省道台2線路口。
鄉道宜17線（惠民路）是宜蘭至水源地的道路，其西南側端點位於本地區中部偏東北的省道台7線路口。由此向東出境後轉東北可前往吧荖鬱、珍子滿力、金六結、宜蘭市中心並止於省道台7線另一路口，向西南西可前往深溝並止於省道台7線另一路口。
鄉道宜18線（內城路）是員山再連至壯圍新南的道路，其西側端點位於本地區西南端省道台7線路口。由此向東北出境後可前往三鬮、外員山西南側邊界、吧荖鬱、四鬮、壯二、茄苳林、新南並止於新南國小旁鄉道宜7線路口。
鄉道宜18-1線（榮光路）是內城至下深溝的道路，其東南側端點位於本地區西部省道台7線路口。由此向北北西出境後經鄉道宜18線本線路口可前往內城聚落西北郊並止於大坑橋。
鄉道宜18-2線（尚深路、石頭厝路）是大湖至再連的道路，大致以北北西—南南東走向轉西向東經過本地區東北部。由該道路向北北西轉西南西過省道台7線路口後可前往三鬮、大湖並止於省道台7丁線路口，向東轉東南可前往溪洲西部，再轉西可前往中溪洲的葫蘆堵、洲仔西部的上深溝並止於省道台7線另一路口。
鄉道宜61線（深洲路）是尚德至大洲的道路，其北側端點位於本地區北部東側近邊界地帶的省道台7線路口。由此向南南東蜿蜒而行，出境後可前往洲子、中溪洲、大洲並止於縣道196號路口。

## 學校
- 深溝國小